# Latinska Crkva
Latinska Crkva ili Crkva zapadnog obreda je najveća mjesna Crkva sui iuris ('svoga prava') Katoličke Crkve koja koristi latinski liturgijski obred.
Razlika je u obredu, liturgijskom jeziku, crkvenoj disciplini i običajima, dok je ostalo zajedničko, poput vjere, sakramenata i prihvaćanja zajedništva s rimskim papom. Najveća je od 23 autonomne crkve unutar Katoličke Crkve. Izvorno je činila cijelu Katoličku Crkvu, dok joj se nisu pridružile 22 autonomne Istočne katoličke Crkve. 

## Rasprostranjenost
Rimokatolička Crkva prevladavajuća je vjeroispovijed u većini Europe (poglavito južne i srednje), Latinskoj Americi i Filipinima te velikim dijelovima Sjeverne Amerike i subsaharske Afrike.

## Zapadni ili rimski obred
U Rimokatoličkoj Crkvi služi se zapadni obred (ponajprije rimski, ali i obredi pojedinih mjesnih Crkava, kao ambrozijanski, ili nekih crkvenih redova). Crkva smatra ravnopravnima i jednako časnima sve zakonito priznate obrede te želi, da se i dalje čuvaju i njeguju.

## Liturgijski jezik
Sve do Drugoga vatikanskog sabora (1962. – 1965.), službeni liturgijski jezik bio je latinski, osim u nekoliko hrvatskih biskupija kojima je bila dozvoljena uporaba narodnog jezika u liturgiji zapadnog obreda (staroslavenski i glagoljaško pjevanje), što je bio jedinstveni slučaj u rimokatoličkom svijetu. Nakon Drugoga vatikanskog sabora dozvoljena je uporaba svih živih jezika u liturgiji, a latinski jezik se i dalje može koristiti.

## Odnosi rimokatolika i istočnih katolika
Nema nikakve teološke ili liturgičke zapreke za zajedničko slavljenje sakramenata i za suživot rimokatolika i grkokatolika. Oni se slobodno jedni kod drugih mogu ispovijedati i pričešćivati i slobodno međusobno vjenčati. Redovito kod takvih mješovitih katoličkih ženidbi mladenka prima obred svoga muža, kako bi mogla slaviti Euharistiju i sve blagdane zajedno sa svojom novom obitelji.
Način imenovanja biskupa razlikuje se u pojedinim istočnim katoličkim Crkvama, dok rimokatoličke biskupe imenuje uvijek rimski papa.
Rimokatolici slave Euharistiju beskvasnim, a istočni katolici najčešće kvasnim kruhom (osim Armenske katoličke Crkve, koja koristi beskvasni kruh). U oba slučaja to je pravi, pečeni pšenični kruh, za koji sve ove crkve vjeruju da se pretvara u pravo Tijelo Kristovo. Na Istoku se kroz sva stoljeća u gotovo svim Crkvama sačuvao starodrevni običaj da se svi vjernici, a ne samo svećenik, pričešćuju pod prilikama kruha i vina. Na Zapadu se uveo običaj da se vjernicima u pričesti daje samo Tijelo Kristovo pod prilikom kruha (izuzev Velikoga četvrtka i nekih svetkovina), a Krv Kristovu pod prilikama vina uzimaju najčešće samo svećenici.
Kod grkokatolika mogu postati svećenici ne samo oni, koji su se prije svećeničkog ređenja dobrovoljno odrekli ženidbe, nego također koji su već oženjeni. Tko je jednom zaređen za svećenika, ne može se više oženiti; bilo da je zaređen neoženjen, bilo da je poslije postao udovac. Također biskup može postati samo onaj koji je neoženjen. Rimski papa priznaje Istočnoj Crkvi to starinsko pravo da može uzimati za svećenika oženjene muškarce. 
Većina istočnih katolika drže starinski običaj da je u crkvi prostor za vjernike odijeljen od svetišta pregradom, koja se kod grkokatolika, kao i kod pravoslavaca zove ikonostas.

## Vanjske poveznice
- Giga-Catholic Information
- Catholic Hierarchy